# Bagolyvár (Makó)

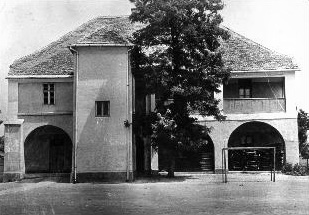
Az udvar felőli homlokzat

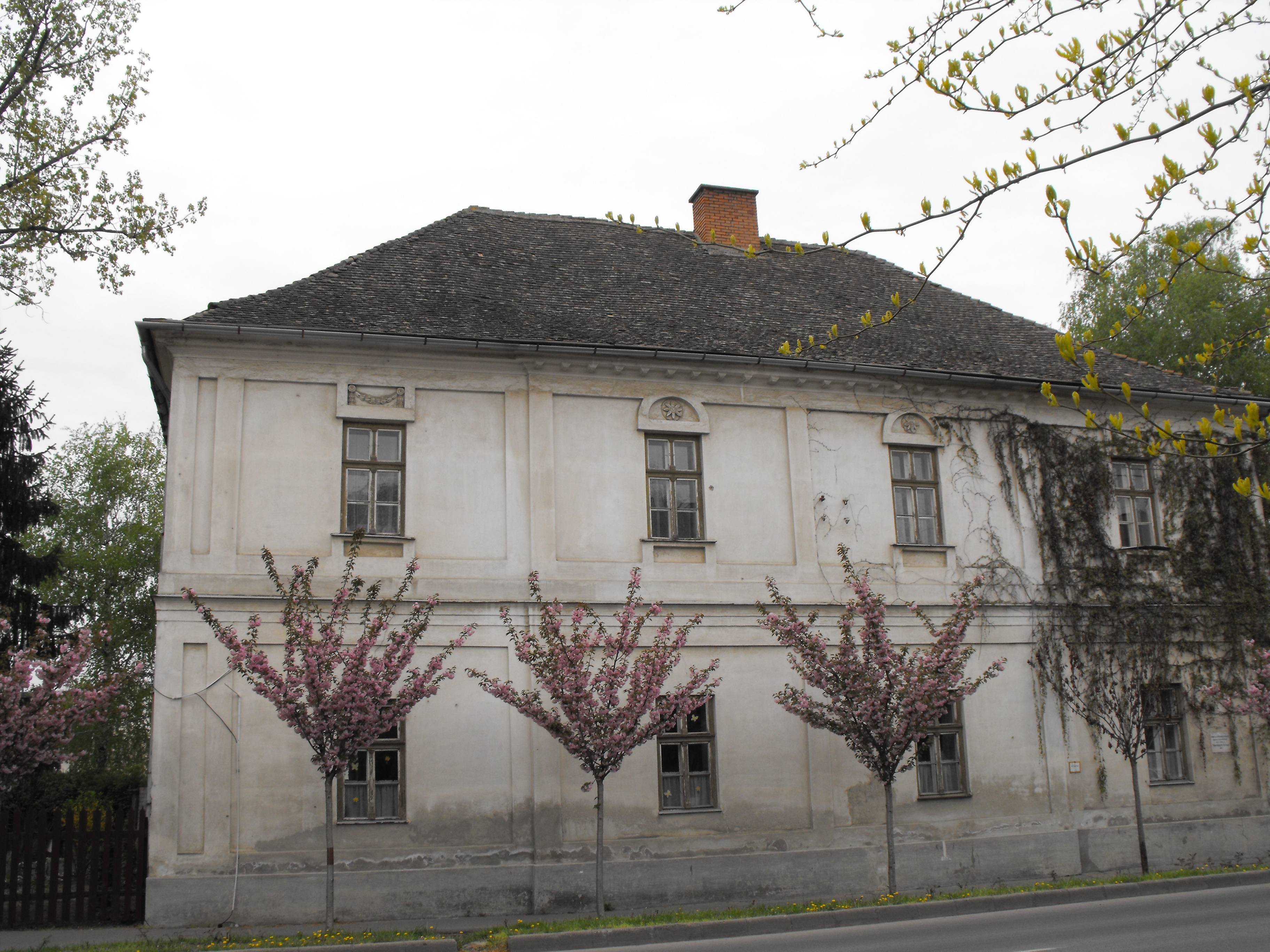
Az iskola főhomlokzata

A makói Református nagyiskola (a köznyelvben gyakran csak Bagolyvár, Nagy Oskola vagy Öregiskola) a város legrégebbi emeletes iskolája; klasszicista stílusban épült 1820-ban.
Az építés körülményeit Szirbik Miklós krónikájából ismerjük, eszerint 1812-ben kezdődtek el a munkálatok, 1816-ban már használatba vették, majd 1820-ban készült el teljesen. Egy év múlva pedig a hozzá tartozó kőkerítés.
Az épület zömök megjelenésű, kéttraktusos, oldalfolyosóval ellátott. Megjelenése erőt, időtálló falai szilárdságot sugároznak.
Az 1+2+1 tengelyelrendezésű főhomlokzat 22 méter hosszú, puritán megjelenésű. Kevés díszítőelemei közül az egyik a 10 cm-re kiugró középrizalit. Szabályos tagolását a sarkokon párosával megjelenő lizénák biztosítják, amelyek a lábazat és a szemöldökpárkány által körülzárt faltükör földszinti ablakai. Keretezés nélküliek, az emeletiekről hiányzik az oldalkeret, viszont alul könyöklőpárkány díszíti őket, amelynek két vége konzolszerűen az osztópárkányon támaszkodik. A rizaliton a félköríves fülkébe rozetta, az épület két szárnyán a téglalap alakúba füzér került. A koronázópárkány alatt a rizalit hosszában kis konzolsor díszíti a falat.
Az udvari front látványosabb, a földszinten árkádsort, az emeleten gerendás nyílássort alakítottak ki. Ez utóbbit 1969-ben beüvegezték. Belső homlokzata becses architektúrájú, de az összképet rombolja a szakszerűség nélkül épült lépcsőház, ami takarja a front látványát. A lépcsőházról szóló közismert szájhagyomány szerint az építőmester elfelejtette azt elkészíteni, az összkép hiányát is az okozza, hogy csak később toldotta hozzá az épülethez. A keleti oldalhomlokzat emeleti folyosóárkádjára felvésték az építés dátumát. 
A hódfarkú cseréppel fedett tető szerkezete kontyolt, a lépcsőház fölé hatszögű harangtorony készült, ezt 1945 után lebontották. Az épületnek egyetlen, nagyméretű kéménye van. A földszint boltozatos, az emelet gerendafödémes. A lépcsőház falépcsői ma is eredetiek, csak csúszásgátlóval látták el őket, és megújították a festésüket.
Felépítése után még 55 évig, 1875-ig a református népiskola működött benne. Utána 1880-ig református algimnáziumként funkcionált, majd a községi polgári fiúiskola kapott benne helyet. 1895-től református népiskola, 1923-tól református polgári fiúiskola volt. 1927 és 1944 között a Református Bethlen Internátus működött benne. Az új rendszerben államosították az iskolákat, ezért egyházi célokat szolgált, később a Pedagógus Szakszervezet székháza lett. Később a Kálvin Téri Általános Iskola része lett; az iskolaösszevonások eredményeképpen később a Belvárosi Általános Iskola és Művészetek iskolája, majd a Belvárosi Általános Iskola, Alapfokú Művészetoktatási Intézmény és Logopédiai Intézet hasznosította. 2007 szeptemberétől a Makói Általános Iskola Belvárosi tagintézményének része. Földszintjén étkező, emeletén az iskolai könyvtár működik.
Az épület falán emléktáblán örökítették meg három, a Nagy Oskolához kötődő személy nevét: Szirbik Miklósét, aki itt tanított; Tömörkény Istvánét, aki 1877–től 1880-ig az iskola növendéke volt; és Szegedi Kis Istvánét, aki – az emléktábla szövegével ellentétben – nem alapítója, csak látogatója volt az iskolának. Erdei Ferenc 1920–21-ben itt végezte a népiskola negyedik osztályát.

## Külső hivatkozások
- Református nagyiskola - Vendégváró
- Klasszicista stílusú épületek - Makó város honlapja